# Brandy (zangeres)
Brandy Rayana Norwood (McComb (Mississippi), 11 februari 1979) is een Amerikaanse R&B-zangeres en actrice.

## Biografie
Brandy is afkomstig uit McComb, Mississippi. Haar vader, Willie Norwood, is eveneens muzikant (gospelzanger); ook haar broer, bekend als Ray J, is zanger en acteur.
Toen Brandy vier jaar was, verhuisde het gezin naar Californië. Brandy werd een fan van Whitney Houston en wilde ook zangeres worden. Vanaf ongeveer 1990 trad Brandy op in talentenjachten. Op veertienjarige leeftijd kreeg ze een contract als achtergrondzangeres. Rond die tijd trad ze ook op in enkele televisieprogramma's, waarin ze acteerde. Ze had een kleine rol in de speelfilm Arachnophobia van Frank Marshall.
In 1993 kreeg Brandy een platencontract en eind 1994 verscheen haar eerste album, dat binnen twee maanden goud werd in de Verenigde Staten. Brandy scoorde megahits met I Wanna Be Down en Baby. Uiteindelijk zou het album viervoudig platina worden. Ze won enkele prijzen voor haar album, waaronder een MTV-award voor het beste lied uit een film, de NCAAP-award voor beste nieuwe artiest en de Soul Train Award in dezelfde categorie.
Eind 1998 kwam het tweede album Never Say Never uit. Op dit nummer stond de hit The Boy Is Mine, een duet met Monica (een R&B-zangeres die in de media vaak als Brandy's rivale werd gezien). The Boy Is Mine stond in verschillende landen, waaronder de Verenigde Staten en Nederland, wekenlang op nummer 1. Voor dit nummer ontving Brandy een Grammy Award voor het beste R&B-duet. Never Say Never werd vijfvoudig platina in Amerika en de singles Top Of The World, Almost Doesn't Count en U Don't Know Me werden hits. De derde single Have You Ever? bereikte de hoogste positie in Amerika en werd daar haar eerste en enige solo nummer 1-hit.
Eind 2002 verscheen het derde album van Brandy, Full Moon. Het nummer What About Us? werd een hit. De single Full Moon had minder succes. Het album werd veel verkocht, maar werd door de critici het slechtst ontvangen van al haar albums.
Haar vierde album Afrodisiac (2004) deed het goed in de recensies, maar flopte totaal. De singles Talk About Our Love featuring Kanye West, Afrodisiac en Who Is She 2 U featuring Timbaland kwamen in Nederland niet van de grond. Het nummer I Tried zou de vierde single worden, maar dit plan werd geschrapt.
In 2006 was Brandy één seizoen te zien als jurylid in het televisieprogramma America's Got Talent. Brandy kwam op 11 november 2008 met een nieuw album, Human. Daarvan kwamen de singles Right Here (Departed) en Long Distance. Voor dit album werkte Brandy weer samen met Darkchild als producer.
In 2009 was Brandy te horen op twee nummers van Timbalands album Shock Value II, onder de naam Bran' Nu. Ze koos voor dit alter ego, omdat ze dit keer niet zong maar rapte. Daarnaast werkte zij in dit jaar mee aan een nummer van John Legend, genaamd Quickly.
In 2018 beleefde I Wanna Be Down een tweede jeugd als dance-sample.

## Concerten in Nederland
- In 1999 trad Brandy voor het eerst in Nederland op tijdens haar Never Say Never Tour. Het concert moest oorspronkelijk in Ahoy Rotterdam plaatsvinden, maar wegens de slechte kaartverkoop werd het verplaatst naar Vredenburg in Utrecht.
- Op 9 mei 2009 gaf Brandy een optreden in Paradiso in Amsterdam ter promotie van haar album Human. Het was een van de weinige concerten die Brandy in Europa gaf.

## Auto-ongeval
Op 30 december 2006 om 10.30 uur veroorzaakte Brandy een auto-ongeluk door met haar Land Rover achterop een andere auto te rijden. Hierdoor volgde er een kettingbotsing waarbij vier auto's betrokken waren. De auto die ze aanreed werd door een tegemoetkomende auto geraakt. De automobiliste van die auto werd in kritieke toestand naar het ziekenhuis gebracht en overleed de volgende dag. Brandy had geen verwondingen en werd niet gearresteerd, er was geen bewijs dat er drugs of alcohol in het spel was. De politie nam alle vier de voertuigen in beslag. Op 29 januari 2007 maakte de California Highway Patrol bekend dat Brandy werd beschuldigd van doodslag en dat er een advocaat naar de zaak keek. In december 2007 maakte haar advocaat bekend dat Brandy niet is aangeklaagd voor het ongeluk, en dat de California Highway Patrol voorbarig was met hun conclusie in januari dat Brandy beschuldigd werd. Wel heeft Brandy aan betrokken personen en familieleden schadevergoedingen betaald.

## Discografie

### Singles
| Single met eventuele hitnotering(en) in de Nederlandse Top 40 | Datum van verschijnen | Datum van binnenkomst | Hoogste positie | Aantal weken | Opmerkingen              |
| ------------------------------------------------------------- | --------------------- | --------------------- | --------------- | ------------ | ------------------------ |
| The Boy Is Mine                                               | 1998                  | 27-06-1998            | 1(3wk)          | 17           | met Monica / Alarmschijf |
| Have You Ever?                                                | 1999                  | 13-02-1999            | 22              | 8            |                          |
| Another Day in Paradise                                       | 2001                  | 05-05-2001            | 4               | 11           | met Ray J / Alarmschijf  |
| What About Us?                                                | 2001                  | 16-02-2002            | 15              | 7            |                          |
| Talk About Our Love                                           | 2004                  | 26-06-2004            | 38              | 3            | met Kanye West           |
| I Could Be Wrong                                              | 2018                  | 16-06-2018            | 30              | 9            | met Lucas & Steve        |

### Studio-albums
- Brandy (1994)
- Never Say Never (1998)
- Full Moon (2002)
- Afrodisiac (2004)
- Human (2008)
- Two Eleven (2012)
- B7 (2020)
- Christmas with Brandy (2023)

## Filmografie
- I Know What You Did Last Summer (2025)
- The Front Room (2024)
- Descendants: The Rise of Red (2024)
- Best. Christmas. Ever! (2023)
- Queens (2021-2022), tv-serie
- Star (2018-2019), tv-serie
- The Perfect Match (2016)
- Zoe Ever After (2016), tv-serie
- Temptation: Confessions of a Marriage Counselor (2013)
- The Game (2012-2015), tv-serie
- Drop Dead Diva (2011-2012), tv-serie
- 90210 (2011), tv-serie
- One on One (2006), tv-serie
- Osmosis Jones (2001), stemrol
- Double Platinum (1999)
- I Still Know What You Did Last Summer (1998)
- Rodgers & Hammerstein's Cinderella (1997)
- Moesha (1996-2001), tv-serie
- Thea (1993-1994), tv-serie